# Terrence Little Gardenhigh
Terrence William Little Gardenhigh (* 20. April 2007 in Pinehurst, North Carolina) ist ein US-amerikanischer Schauspieler.

## Karriere
Seine ersten schauspielerischen Erfahrungen sammelte Gardenhigh im Alter von elf Jahren in der Fernsehserie Speechless, gefolgt von einem weiteren Auftritt in der Fernsehserie Eine unberechenbare Familie im Jahr 2019. Sein Durchbruch kam mit seiner Rolle als Miles Macklin in der Nickelodeon-Sitcom Danger Force, die von Christopher J. Nowak geschaffen wurde, von 2020 bis 2024 auf Nickelodeon lief und eine Spin-off-Serie von Henry Danger ist.

## Filmografie
- 2018: Speechless (Fernsehserie, 1 Folge)
- 2019: Eine unberechenbare Familie (Just Roll With it, Fernsehserie, 1 Folge)
- 2020: Henry Danger (Fernsehserie, 4 Folgen)
- 2020–2024: Danger Force (Fernsehserie)
- 2020: Coffee & Kareem
- 2022: Side Hustle (Fernsehserie, 1 Folge)